# Rostislav Prokop
Rostislav Prokop (16. září 1966 – červenec 2025) byl slovenský fotbalista, obránce.
V roce 1993 dostal dvouletý zákaz činnosti za doping.

## Fotbalová kariéra
Hrál za VTJ Tábor (fotbal), DAC Dunajská Streda, FC Petra Drnovice a řecký Athinaikos. V české a československé lize nastoupil v 91 utkáních a dal 6 gólů, ve slovenské lize nastoupil v 8 utkáních a dal 2 góly.

## Ligová bilance
| Ročník                                     | Zápasy | Góly | Klub                |
| ------------------------------------------ | ------ | ---- | ------------------- |
| Česká národní fotbalová liga 1988/1989     | 8      | 0    | VTJ Tábor           |
| 1. československá fotbalová liga 1989/1990 | 14     | 1    | DAC Dunajská Streda |
| 1. československá fotbalová liga 1990/1991 | 21     | 0    | DAC Dunajská Streda |
| 1. československá fotbalová liga 1991/1992 | 17     | 2    | DAC Dunajská Streda |
| 1. československá fotbalová liga 1992/1993 | 28     | 1    | DAC Dunajská Streda |
| 1. česká fotbalová liga 1993/1994          | 11     | 2    | FC Petra Drnovice   |
| 1. slovenská fotbalová liga 1995/1996      | 8      | 2    | DAC Dunajská Streda |
| A national 1997/1998                       | 22     | 2    | Athinaikos          |
| 2. slovenská liga 1998/1999                | 10     | 0    | DAC Dunajská Streda |
| CELKEM                                     |        |      |                     |